# 蓟状风毛菊
蓟状风毛菊（学名：Saussurea carduiformis）为菊科风毛菊属的植物，为中国的特有植物。分布于中国大陆的四川等地，生长于海拔2,600米的地区，常生长在田边，目前尚未由人工引种栽培。

## 异名
- Saussurea carduiformis Franch. var. megaphylla X. Y. Wu